# Battaglia di Berwick
La battaglia di Berwick del 1296 fu il primo combattimento di un certo peso nella Prima guerra d'indipendenza scozzese.

## Contesto
Dopo la morte di Margherita di Scozia all'età di 7 anni (1290) il trono scozzese venne conteso tra diversi pretendenti. Durante il primo interregno del 1290-1292 i Guardiani di Scozia governarono di fatto il regno, fino a quando Giovanni Balliol, un discendente di Davide I, venne proclamato re il 30 novembre 1292.
Edoardo I d'Inghilterra, fratello di Margherita e cognato di Alessandro III di Scozia (1241-1286), si era proposto come arbitro nella disputa tra i pretendenti. Quando Giovanni Balliol divenne re, Edoardo lo considerò proprio vassallo e gli impose servizi che i re si aspettavano normalmente dai propri vassalli. Quando Edoardo gli chiese supporto militare contro la Francia, Giovanni rispose formando l'Auld Alliance con i Francesi e lanciò un attacco a Carlisle, però senza successo.

## Battaglia di Berwick
Dopo l'attacco a Carlisle, gli inglesi invasero la Scozia. Un venerdì di Pasqua (28 marzo) del 1296, Edoardo oltrepassò il Tweed con le proprie truppe e marciò verso la città di Berwick. Berwick era un burgh reale, cioè dotato di libertlià e privilegi da un decreto del re, e svolgeva l'importante ruolo di porto commerciale. La guarnigione di guardia era comandata da Guglielmo il Forte, signore di Douglas, mentre le truppe inglesi erano comandate, oltre che dal re, anche da Robert di Clifford. Le fonti contemporanea registrarono i morti nell'assedio tra i 4000 e i 17000, oltre agli abitanti dentro le mura. Gli Inglesi conquistarono la città e Guglielmo e i suoi uomini si arresero, ottenendo salva la vita.
Appena un mese dopo, il 27 aprile, l'Inghilterra distrusse la resistenza scozzese nella battaglia di Dunbar.